# Michael Mørkøv
Michael Mørkøv (født 30. april 1985 i Kokkedal) er en dansk tidligere professionel cykelrytter, der senest kørte for Astana Qazaqstan Team. Mørkøv er olympisk mester og flerdobbelt verdensmester i banecykling.
Fra 2025 er Mørkøv landstræner for det danske herrelandshold i landevejscykling.

## Karriere
Han kører både baneløb og landevejsløb. På bane har han vundet sølvmedalje i 4000 m holdforfølgelsesløb ved OL 2008. 
Michael Mørkøv har markeret sig stærkt i parløb, hvor han har kørt adskillige sejre hjem sammen med sin daværende faste makker, Alex Rasmussen, foruden deres verdensmesterskab som de vandt i foråret 2009 har de tilsammen vundet flere DM´er, EM for U/23 i 2005, Københavns seksdagesløb 2009, samt seksdagesløbet i Grenoble i både 2007 og 2008. Mørkøv har også haft andre gode baneresultater, herunder EM-bronze i pointløb 2006, 3x DM-guld i samme disciplin, samt endnu et verdensmesterskab i 4000m holdforfølgelsesløb i 2009.
Mørkøv kørte i 2012 sit første Tour de France. Fra starten gjorde han opmærksom på sig selv ved at vinde den prikkede bjergtrøje på 1. etape. Også på de to næste etaper tog han point til denne trøje, som han blot er den tredje dansker, der har båret (efter Bjarne Riis og Michael Rasmussen). TV 2 arrangerede en konkurrence om at finde et kælenavn til Mørkøv, og vindernavnet blev "Svanen fra banen" – et navn, der dels relaterer til Bjarne Riis' "Ørnen fra Herning" og Michael Rasmussens "Kyllingen fra Tølløse", dels til Mørkøvs fortid som banerytter.
Den 23. juni 2013 blev Mørkøv dansk mester i landsvejscykling, da han var hurtigst i en massespurt i målbyen Vordingborg. Den titel genvandt han den 1. juli 2018 i Nysted, Guldborgsund Kommune.

## Meritter

### Landevejscykling
2006
- Vinder Glasgow Grand Prix, Gadeløb
- 2. plads 2. etape Olympia's Tour

2007
- 2. plads Flandern rundt – U23
- 2. plads 3. etape Olympia's Tour

2008
- 1. plads 2. etape Giro del Capo, Syd-Afrika

2013
- National mester, landevejsløb.
- 1. plads 6. etape La Vuelta Espana.
- 2. plads Paris-Tours.

2015
- 1. plads 6. etape Post Danmark rundt - Frederiksberg

2018
- National mester, landevejsløb

2019
- National mester, landevejsløb
- 3. plads London classic

2020
5. plads ved Race Torquay

#### Deltagelse i Grand Tours
| Grand Tour      | 2010 | 2011 | 2012 | 2013 | 2014 | 2015 | 2016 | 2017 | 2018 | 2019 | 2020 |
| --------------- | ---- | ---- | ---- | ---- | ---- | ---- | ---- | ---- | ---- | ---- | ---- |
| Giro d'Italia   | 129  | 156  | —    | —    | —    | —    | —    | —    | 107  | —    | —    |
| Tour de France  | —    | —    | 93   | —    | 134  | —    | DNF  | —    | —    | 152  | 130  |
| Vuelta a España | —    | —    | —    | 128  | —    | —    | —    | 137  | 148  | —    | —    |

| —   | Deltog ikke      |
| DNF | Gennemførte ikke |

### Banecykling
2004
- Dansk mester – Pointløb

2005
- Europamester – Parløb U23 (med Alex Rasmussen)
- Dansk mester – Holdtidskørsel
- 8. plads VM Los Angeles, Parløb (med Alex Rasmussen)
- 2. plads Sydney Worldcup, Parløb (med Alex Rasmussen)

2006
- Worldcup sejr Sydney (mar.), 4000 m holdforfølgelsesløb (med Alex Rasmussen, Casper Jørgensen, Jens-Erik Madsen)
- Worldcup sejr Sydney (mar.), Parløb (med Alex Rasmussen)
- EM bronze, Pointløb U23 i Athen
- 2. plads Sydney Worldcup (nov.), 4000 m holdforfølgelsesløb (med Alex Rasmussen, Casper Jørgensen, Jens-Erik Madsen)
- 2. plads Sydney Worldcup (nov.), Parløb (med Alex Rasmussen)
- 3. plads Moskva Worldcup, Parløb (med Alex Rasmussen)
- Dansk mester – Pointløb
- Dansk mester – Parløb (med Alex Rasmussen)

2007
- VM bronze, 4000 m holdforfølgelsesløb i Palma de Mallorca (med Alex Rasmussen, Casper Jørgensen, Jens-Erik Madsen)
- Worldcup sejr Los Angeles, Parløb (med Alex Rasmussen)
- Vinder Grenoble seksdagesløb (med Alex Rasmussen)
- Dansk mester – Parløb (med Alex Rasmussen)

2008
- Olympisk sølvmedalje, 4000 m holdforfølgelsesløb (med Alex Rasmussen, Casper Jørgensen, Jens-Erik Madsen, Michael Færk Christensen)
- VM bronze, Parløb i Manchester (med Alex Rasmussen)
- Samlet worldcup vinder 2007/2008, Parløb (med Alex Rasmussen)
- 6. plads ved de Olympiske lege, Parløb i Beijing (med Alex Rasmussen)
- Worldcup sejr København, Parløb (med Alex Rasmussen)
- 2. plads Duo Nordmann, Team Time Trial (med Casper Jørgensen)
- Dansk mester – Team Time Trial
- Dansk mester – 4000 m holdforfølgelsesløb (med Nikola Aistrup, Casper Jørgensen, Jacob Moe Rasmussen)
- Dansk mester – Pointløb
- Dansk mester – Parløb (med Alex Rasmussen)
- Dansk mester – Scratch
- Vinder Grenobles seksdagesløb (med Alex Rasmussen)
- EM sølv, Parløb i Alkmar (med Casper Jørgensen)
- EM bronze, Derny i Alkmar

2009
- Verdensmester – 4000 m holdforfølgelsesløb (med Alex Rasmussen, Casper Jørgensen, Jens-Erik Madsen, Michael Færk Christensen)
- Verdensmester – Parløb (med Alex Rasmussen)
- Vinder Københavns seksdagesløb (med Alex Rasmussen)

2018
- World Cup, guld - Saint-Quentin-en-Yvelines, med Lasse Norman Hansen
- Vinder Københavns seksdagesløb med Kenny De Ketele

2019
- Europamester, Parløb - Apeldoorn, med Lasse Norman Hansen
- World Cup, guld - Minsk, med Lasse Norman Hansen